# Roger Guérin
Roger Guérin (Saarbrücken, 1926. január 9. – Saintes-Maries-de-la-Mer, 2010. február 6.) francia dzsessztrombitás, kürtös, énekes.

## Pályafutása
Guérin klasszikus hegedülést, trombitálást és kornettet is tanult a Párizsi Konzervatóriumban. Tinédzserként első díjat is nyert.
1947-ben lépett professzionális pályára. Aimé Barelli, Django Reinhardt, Don Byas, Hubert Fol, James Moody, Benny Golson, Bernard Peiffer, Fats Sadi, Lucky Thompson, Kenny Clarke, Blossom Dearie, Martial Solal, Michel Legrand és André Hodeir zenészpartnere volt.
Guérin az 1958-as Newport Jazz Festivalon fellépett egy fiatal együttessel, 1959-ben pedig a Les Double Sixben játszott. 1960-ban Clark Terryt váltotta Quincy Jones Big bandjében. 1961-ben a Paris Blues című film zenéjén Duke Ellingtonnal dolgozott.
Sokat dolgozott Michel Legrand énekeseként is.
Guérin nevét több mint 150 album viseli. 1959-ben elnyerte a Django Reinhardt díjat.

## Albumok
(válogatás)
- 1958: Eddie Barclay & Quincy Jones: Et Voila!
- 1957: Christian Chevallier: 6 + 6, Formidable
- 1956: Kenny Clarke’s Sextet: Plays Andrè Hodeir
- 1959: Les Double Six: Les Double Six
- 1958: Benny Golson: Benny Golson and the Philadelphians 1998
- 1954-1955: Bobby Jaspar: Bobby Jaspar & His Modern Jazz, originele vogue masters-serie
- 1963: Pierre Michelot: Round About a Bass
- 1951: James Moody, Frank Foster: James Moody and Frank Foster in Paris
- 1954: Bernard Peiffer: And His St. Germain Des Pres Orchestra Featuring Bobby Jaspar
- 1960: Quincy Jones, Lausanne, Swiss Radio Days Jazz-serie
- 1956: Martial Solal: The Complete Vogue Recordings, Vol. 3
- 1956: Lucky Thompson: Modern Jazz Group, Jazz in Paris-serie
- 1998: Jimmy Raney: Jimmy Raney Visits Paris, Vol. 2
- 1951-1953: Django Reinhardt: Nuits de Saint-Germain des-Prés, in de Jazz In Paris-serie

## Díjak
- 2005: Gemini Awards
- 2020: Jutra Awards

## Filmek
- Roger Guérin az IMDb-n